# World of Warships
World of Warships es un videojuego multijugador masivo en línea gratuito de acción naval desarrollado por Wargaming y Lesta Studio. Fue lanzado el 17 de septiembre de 2015 para Microsoft Windows. 
Posee los mismos aspectos de World of Tanks (2010) y World of Warplanes (2013), y recrea combates navales donde el jugador tiene una amplia variedad de buques de guerra pertenecientes a la Primera y Segunda Guerra Mundial.

## Jugabilidad
La jugabilidad está basada en el juego en equipo, en la cual se dispone de cinco diferentes buques: destructores, cruceros, acorazados, portaaviones y submarinos. Cada tipo de buque está dividido en niveles (tier) del uno (I) al diez (X). Con la participación en batallas se ganan puntos con los que se pueden comprar nuevos buques y mejoras para estos. Los buques se pueden personalizar equipando kits de modificación y consumibles de montaje como banderas de señales y camuflaje, la mayoría de los cuales proporcionan beneficios mecánicos.
Las armadas disponibles actualmente son: la Armada Imperial Japonesa, la Armada de los Estados Unidos, la Armada Imperial Rusa/Armada Soviética, la Kriegsmarine, la Marina Real Británica, la Marina Nacional francesa, la Regia Marina, la Armada Real de los Países Bajos y la Armada Española. La Armada de la República de China y la Armada del Ejército Popular de Liberación junto a otras armadas asiáticas se incluyen en la denominada facción de "Pan-Asia"; la Armada de Suecia y otras, bajo el nombre de "Europa"; y la Armada Argentina, la Marina de Brasil y otras armadas latinoamericanas, en la facción "Panamérica".También existen barcos pertenecientes a la Mancomunidad de Naciones.

## Desarrollo
El 16 de agosto de 2011 la compañía Wargaming, desarrolladora y editora de World of Tanks y World of Warplanes, anunció World of Warships. A finales de 2013 dio por finalizado el periodo de pruebas. Durante el Tokyo Game Show 2014, Victor Kislyi, director de Wargaming, anunció una colaboración entre World of Warships y el anime Arpeggio of Blue Steel.
La beta cerrada comenzó el 12 de marzo de 2015 y la beta pública, el 2 de julio. El juego fue lanzado oficialmente el 17 de septiembre de 2015 para Microsoft Windows. El 26 de mayo de 2016, se lanzó para macOS aunque posteriormente se descontinuó el soporte. El 15 de noviembre de 2017 se lanzó en Steam y Microsoft Store. 
World of Warships cuenta con una versión para iOS y Android llamada World of Warships Blitz lanzada el 18 de enero de 2018. Una versión para consolas titulada World of Warships: Legends fue lanzada el 12 de agosto de 2019.
El 4 de abril de 2022, Wargaming anunció el retiro de sus operaciones en Rusia y Bielorrusia, y la transferencia de los servicios de juegos en dicha región (entre ellos World of Warships) a Lesta Studio, una compañía que formaba parte de Wargaming.